# Simenzi (köpinghuvudort i Kina, Liaoning Sheng, lat 40,73, long 123,82)
Simenzi är en köpinghuvudort i Kina. Den ligger i provinsen Liaoning, i den nordöstra delen av landet, omkring 120 kilometer söder om provinshuvudstaden Shenyang. Antalet invånare är 12 881. Befolkningen består av 6 234 kvinnor och 6 647 män. Barn under 15 år utgör 14,0 %, vuxna 15-64 år 74 %, och äldre över 65 år 10,0 %.
Runt Simenzi är det ganska tätbefolkat, med 93 invånare per kvadratkilometer. Närmaste större samhälle är Tongyuanpu, 10,6 km nordost om Simenzi. I omgivningarna runt Simenzi växer i huvudsak blandskog.
Genomsnittlig årsnederbörd är 1 241 millimeter. Den regnigaste månaden är juli, med i genomsnitt 373 mm nederbörd, och den torraste är januari, med 9 mm nederbörd.